# Chepito Areas
Chepito Areas nombre artístico de José Octavio Areas Dávila (León, 25 de julio de 1946) es un músico nicaragüense. Fue el percusionista más reconocido de la banda Santana, y participó en los álbumes Santana (1969), Abraxas (1970) y Santana III (1971), Caravanserai (1972), Lotus (1974), Welcome (1973) y Festival (1976).
Es miembro del Salón de la Fama del Rock al que fue exaltado como integrante de Santana Band en el año 1998.
En la actualidad vive su retiro junto con su familia, dividiendo su tiempo tanto en los Estados Unidos como en su ciudad natal de León, en donde el Concejo Municipal lo reconoció como Hijo Predilecto el 13 de junio de 2002 durante un acto solemne realizado en el Teatro Municipal José de la Cruz Mena.

## Rock latino
Es innegable que su peculiar estilo de percusión y el ser un instrumentista dotado en la ejecución de los timbales, lo llevó a constituirse en uno de los genios creadores y responsable de los mayores éxitos de la banda en su primer periodo (1969 - 1977). Siendo considerado como uno de los creadores del género musical rock latino.
El escritor Simon Leng destaca su capacidad instrumental creadora cuando escribió:
"El miembro clave de la banda en este momento fue Chepito Areas quien de muchas maneras fue el responsable del sonido de Abraxas." (Traducción libre)

## Festival de Woodstock
Como parte de Santana, tuvo el privilegio de destacarse en el histórico Festival de Woodstock durante la presentación de dicha banda el 16 de agosto de 1969, cuando la llamada revolución hippie de amor y paz estaba en su apogeo.

## Funk latino
En 1974 grabó el álbum "José Chepito Areas" para el sello discográfico CBS en el más puro estilo del funk latino. El disco incluyó los temas siguientes: "Guarafeo", "Funky Folsom", "Remember Me", "Bambeyoko", "Morning Star", "Buscando La gente", "Cerro Negro", "Terremoto" y "Guaguanco in Japan".

## Reencuentro
Entre los años 1988 - 1989 volvió a formar parte de la banda de Carlos Santana durante una serie de conciertos y es indudable que muy a su pesar, sus nombres y personalidades están y quedarán eternamente relacionadas en la historia de la música latina.
En 1997 participó con antiguos miembros de la banda Santana en la grabación del CD "Abraxas Pool", una fusión de rock, blues y ritmos latinos. Los músicos que participaron en esa grabación fueron: Gregg Rolie, cantante y encargado del teclado; Neal Schon, guitarra; Michael Carabello en las congas; Jose Chepito Areas en los timbales; Alphonso Johnson en el bajo y Michael Shrieve en la batería. Editado bajo el sello Miramar Records el CD contiene los temas: “Boom ba ya ya”, “A million miles away”, “Baila mi cha cha cha”, “Waiting for you”, “Going come”, “Szabo, “Guajirota”, “Cruzin”, “Don’t give up”, “Ya llegó”, y “Jingo”.
En 2014, Chepito retornó a los escenarios mundiales, con Alfonso Lovo, guitarrista, tecladista, y compositor, y su grupo, creador de "La Gigantona", donde Chepito toca los timbales, grabada en Nicaragua en 1976, y publicada en 2012, por Numero Group, de Chicago, disco que llegó al cuarto lugar en música tropical de Billboard en noviembre de 2012. En el Festival de Río Loco, 2014, en Toulouse (Francia), Chepito y Lovo, tuvieron un gran éxito con el público francés, donde tocaron ante más de 30.000 espectadores, La Bomba de Neutrón, Los Conquistadores, La Gigantona y Tropical Jazz.
Con su nueva asociación con Lovo, Chepito comenzó un nuevo capítulo de música del estilo jazz latino psicodélico, como le llaman en Europa y en los Estados Unidos a este estilo de música, que incorpora estilos de rock, jazz, y ritmos latinos, en una fusión moderna.
El 20 de mayo de 2016 se presentó con Alfonso Lovo Band, en el Teatro Nacional Rubén Darío, en Managua, con una recopilación del álbum La Gigantona, con coreografía. Fue aclamado por un público muy exigente que querían ver a Chepito en su nueva etapa de madurez musical.

## Discografía
A continuación una lista de los temas en los cuales Chepito Areas tiene créditos por ser autor o coautor:
| En el álbum Santana, 1969 - "Persuasion" - (Areas, Brown, Carabello, Rolie, Santana, Shrieve) - "Treat" - (Areas, Brown, Carabello, Rolie, Santana, Shrieve) - "You Just Don't Care" - (Areas, Brown, Carabello, Rolie, Santana, Shrieve) - "Savor" - (Areas, Brown, Carabello, Rolie, Santana, Shrieve) – 2:46 - "Studio Jam" - (Areas, Brown, Carabello, Rolie, Santana, Shrieve) En el álbum Abraxas, 1970 - "Se Acabó" (Areas) - "El Nicoya" (Areas) En Santana III, 1971 - "Batuka" (Areas, Brown, Carabello, Rolie, Shrieve) - "Taboo" (Areas, Rolie) - "Guajira" (Areas, Brown, Reyes) - "Toussaint L'Overture" (Areas, Brown, Carabello, Rolie, Santana, Shrieve) En el álbum Caravanserai, 1972 - "Future Primitive" (Areas/Lewis) En el álbum Welcome, 1973 - "Samba de Sausalito" (Areas) En el álbum Festival, 1976 - "Jugando" (Areas, Santana) (instrumental) |